# Daimler Motorkutsche
Daimler Motorkutsche (у перекладі — «моторизована карета Даймлера»), іноді згадується як автомобіль Даймлера — моторизований візок, перший в історії прототип чотириколісного механічного транспортного засобу з двигуном внутрішнього згоряння, який працював на продуктах нафтопереробки. Створений німецькими інженерами Готтлібом Даймлером і Вільгельмом Майбахом у 1886 році.
Подальшого розвитку ця модель не набула і використовувалася лише в експериментальних цілях для демонстрації того, що високошвидкісний та компактний (для свого часу) двигун Даймлера та Майбаха може бути використаний на різних транспортних засобах. Тим не менше, «Daimler Motorkutsche» як і перша мотоколяска Карла Бенца відіграли значну роль у розвитку автомобілебудування, поклавши початок певним традиціям у цьому секторі промисловості.

## Історична довідка

### Розробка і тестування

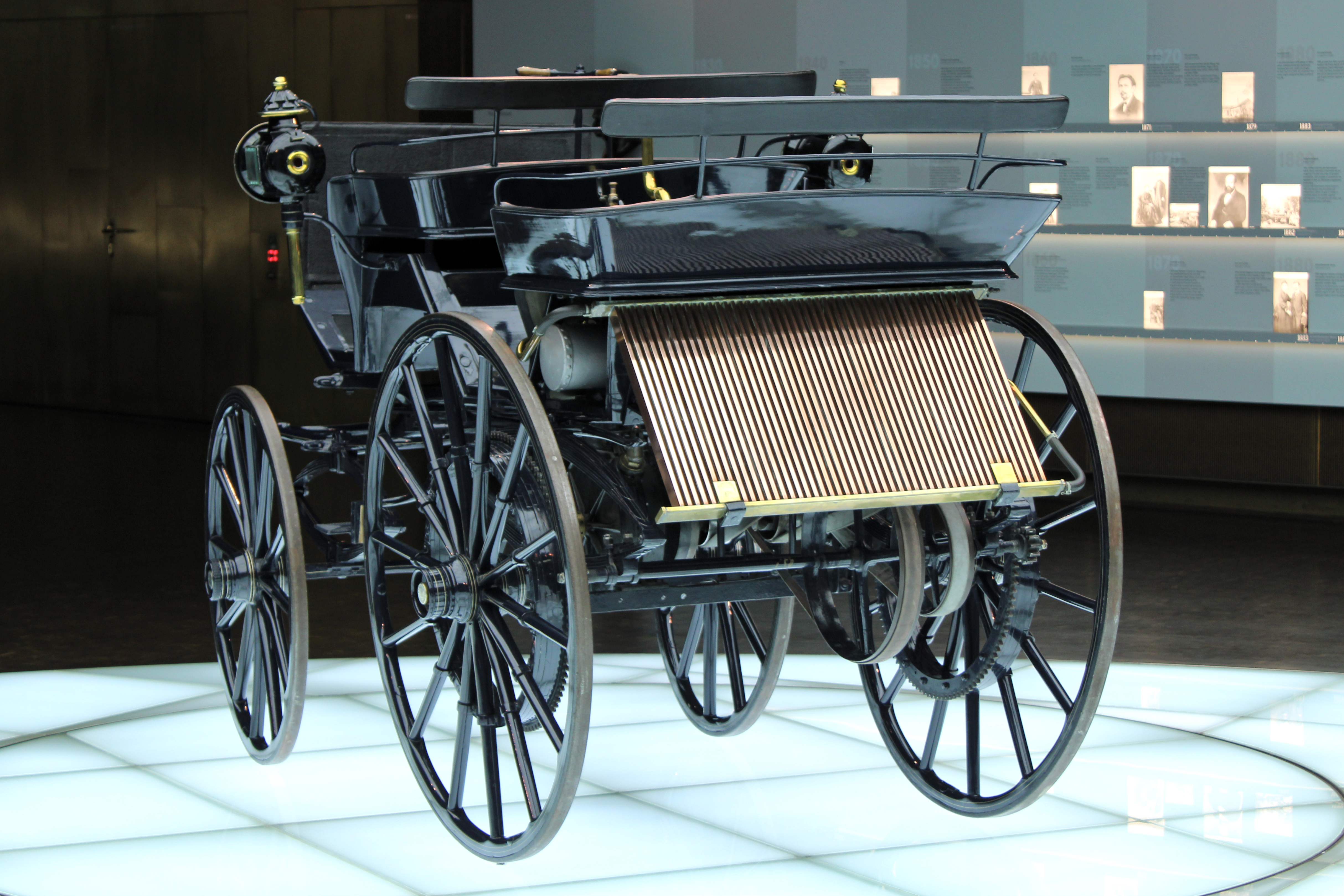
Карета Даймлера в Музеї Мерседес-Бенц

8 березня 1886 року Готтліб Даймлер замовив карету у версії «Americaine» (в американському стилі) виробництва штутгартської фірми «Wilhelm Wimpff & Sohn» під виглядом подарунка до майбутнього дня народження своєї дружини Емми. Проте цей подарунок вона так і не отримала. Насправді, німецький конструктор планував оснастити транспортний засіб двигуном, розробленим у 1885 році спільно з Вільгельмом Майбахом. Це був бензиновий двигун внутрішнього згоряння з повітряним охолодженням і вертикально розташованим одним циліндром, що нагадував своїм зовнішнім виглядом маятниковий годинник, за що і отримав прізвисько «підлоговий годинник» (нім. Daimler Standuhr). Раніше інженери вже випробували його на мотоциклі «Daimler Reitwagen», а тепер мали намір оснастити ним карету. Замовлене шасі, на яке встановили двигун, було дерев'яною конструкцією зі сталевою арматурою. Його доставили інженеру у серпні 1886 року.
Двигун, що був розроблений за рік до того, зазнав деяких модифікацій. Так, наприклад, розробники удвічі збільшили робочий об'єм — з 264 до 462 куб. см., завдяки чому його максимальна потужність досягла 0,8 кВт (1,1 к.с.), а максимальна швидкість моторизованої коляски сягала 18 км/год.
Моторизована карета Даймлера стала першим чотириколісним транспортним засобом із двигуном внутрішнього згоряння. На відміну від Benz Patent-Motorwagen, який являв собою самостійну цілісну конструкцію на трьох колесах, перший автомобіль Готтліба Даймлера був простою каретою без дишля зі звичайним (для свого часу) кермовим механізмом. У 1886 році моторизована карета могла бути помічена під час тестових заїздів в районі великих садів дому Даймлера. В архівах концерну Daimler AG збереглись записи Вільгельма Майбаха і Пауля Даймлера про ці випробування, що провадились у ранковий час, в яких відзначено, що «транспортний засіб працював досить нормально» і зміг досягти максимальної швидкості у 18 км/год. Пізніше перший прототип автомобіля виходив на несподівані таємні вилазки по місцевих дорогах, а згодом уже відкрито переміщався вулицями Канштатта.
У 1887 році після проведення випробувань (Готтліб Даймлер особисто іздив на візку разом зі своїм сином Адольфом) було змінено спосіб охолодження двигуна з повітряного на рідинний. З цією метою під задніми сидіннями інженери встановили великий радіатор.
1888 року моторизована карета Даймлера потрапила в газету, де повідомлялося, що «експерименти тепер поширюватимуться і на дорожні транспортні засоби». Тим не менш, німецький конструктор не замислювався над продовженням розвитку конкретно даного автомобіля чи запуском його в серійне виробництво. Завдяки йому він лише вкотре продемонстрував можливі способи застосування розробленого ним двигуна та продовжив свої дослідницькі роботи у цьому напрямі.

### Сьогодення мотовізка Даймлера
У 1961 році Німецьким урядом була випущена поштова марка із зображенням першого моторизованого візка Даймлера (DBP 363—1961). Протягом деякого часу репліку першого чотириколісного автомобіля з двигуном внутрішнього згоряння і власне сам двигун «Daimler Standuhr» можна було побачити у Німецькому музеї в Мюнхені. Тепер репродукція моделі «Daimler Motorkutsche» знаходиться у Музеї Мерседес-Бенц у Штутгарті (Німеччина).

## Конструкція

### Двигун

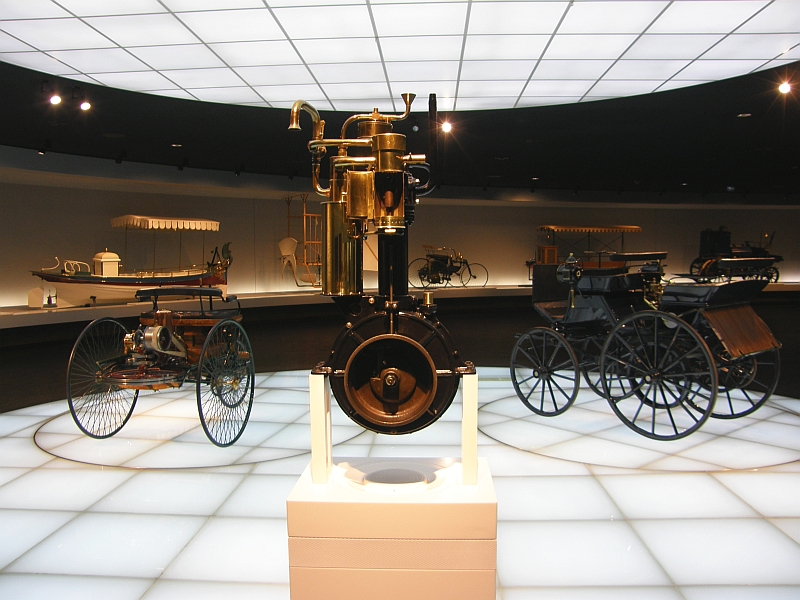
Двигун «Daimler Standuhr» у Музеї Мерседес-Бенц

Головною технічною складовою першого прототипу чотириколісного транспортного засобу був встановлений на ньому одноциліндровий чотиритактний двигун внутрішнього згоряння з робочим об'ємом 462 см3, що розташовувався вертикально між передньою і задньою лавками для пасажирів. Конструкція двигуна базувалась на вертикально розташованому циліндрі, містила один самодіючий (впускний) і один керований бокового розташування (випускний) клапани. На валу двигуна встановлювався маховик. Охолодження було повітряним. У системі живлення використовувався випарний карбюратор. Така конструкція забезпечувала надходження паливо-повітряної суміші, що отримувалась при проходженні повітря через шар пального. Як пальне використовувався гас або олива з нафти з парафіном. Паливний бак у транспортному засобі був відсутній — 2 літри пального заливались напряму у карбюратор. Потужність двигуна сягала 1,1 к. с. при 650 об/хв, а максимальна частота обертання доходила до 950 об/хв.
Швидкісний двигун Даймлера вигідно відрізнявся від двигуна конструкції Ніколауса Отто, так як він мав частоту обертання у 4—5 разів вищу, ніж у газових двигунів того часу, що при однаковій потужності дозволило суттєво знизити габарити і масу силового агрегату.

### Ходова частина

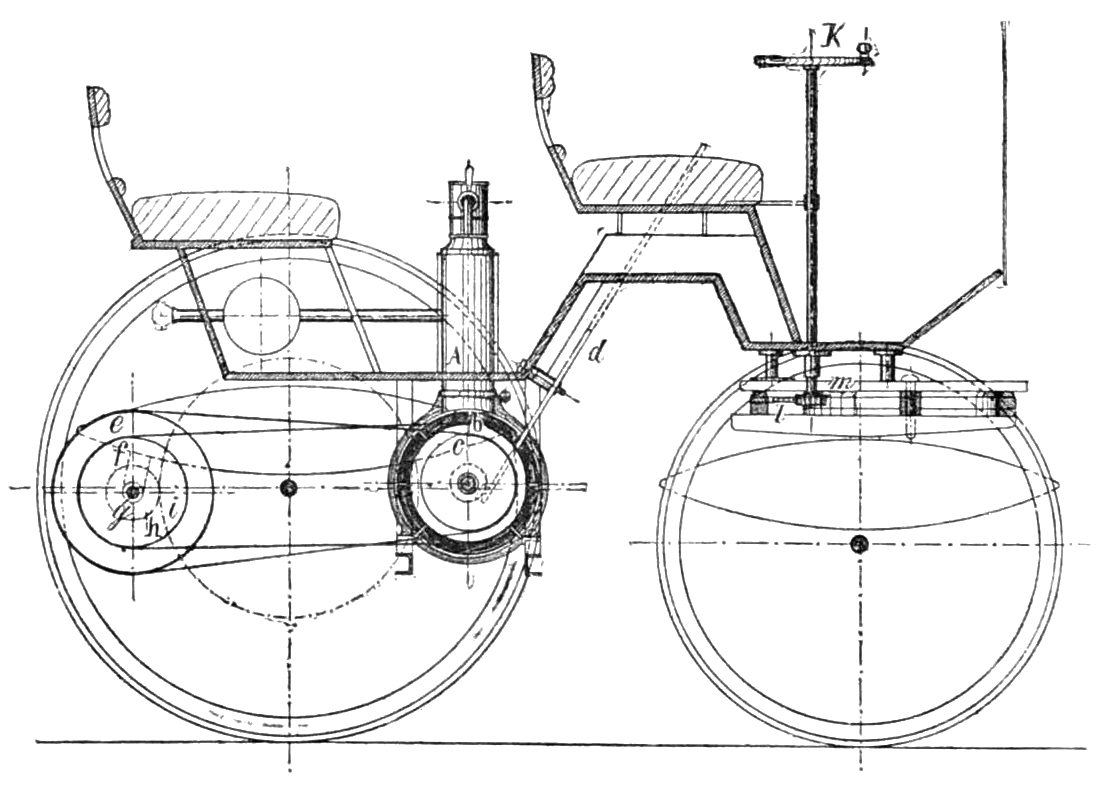
Кресленик загального виду моторизованої карети Даймлера (1889)

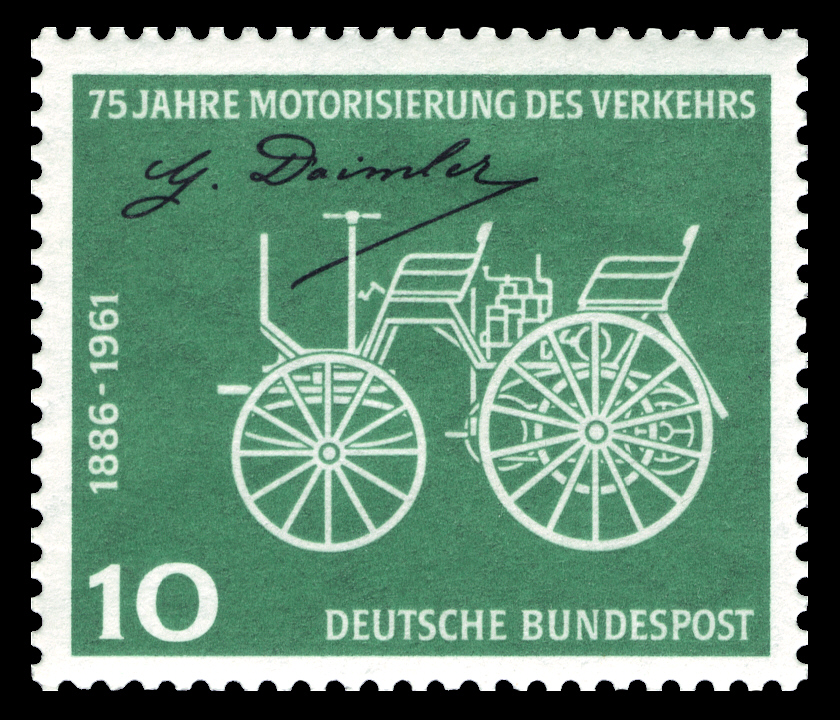
Поштова марка з моторизованою каретою Даймлера (1961)

Кузов чотиримісного транспортного засобу являв собою модифіковану класичну карету того часу з двигуном із приводом на задні колеса через зубчасті передачі. Рама виготовлялась з дерева і посилювалась у потрібних місцях металевими елементами. Підвіска у її сучасному уявленні була відсутня — обидві осі були суцільними і використовувались еліптичні ресори. Рульовий механізм з вертикальним розташуванням рульової колонки було реалізовано на базі поворотного зубчастого сектора і шестерні, що була з ним у зачепленні.
Роль трансмісії виконувала проста система з двома передніми передачами на базі двоступінчастого комплекту шківів (передача заднього ходу була відсутня). Перемикання здійснювалось шляхом перекидання паса за допомогою ручного важеля. Муфта зчеплення включала дерев'яний конус, що входив у контакт з чавунним конусом, встановленим на колінчастому валу. Крутний момент від двигуна передавався за допомогою плоскопасової передачі, ведучий шків якої урухомлювався від приводного вала, а ведений шків був на одному валу із шестернями зубчастих передач приводу задніх коліс. Ведені зубчасті колеса приводу були співвісно прикріплені до задніх коліс з боку корпуса. Гальмівний механізм складався виключно із стоянкового гальма, реалізованого у вигляді важеля, при дії на який задні колеса загальмовувались зусиллям тертя від гальмівних колодок.
Транспортний засіб оснащався різнорозмірними дерев'яними колесами каретного типу (зі спицями) діаметром 930 мм спереду і 1165 мм ззаду. На них встановлювались металеві шини у вигляді обруча шириною 37 мм.